# Джексон (округ, Вісконсин)
Шаблон:StateAbbr_ 44°19′ пн. ш. 90°49′ зх. д. / 44.32° пн. ш. 90.81° зх. д.
 Джексон (англ. Jackson County) — округ (графство) у штаті Вісконсин. Ідентифікатор округу 55053.

## Історія
Округ утворений 1853 року.

## Демографія
За даними перепису
2000 року
загальне населення округу становило 19100 осіб, зокрема міського населення було 5602, а сільського — 13498.
Серед них чоловіків — 10198, а жінок — 8902. В окрузі було 7070 домогосподарств, 4835 родин, які мешкали в 8029 будинках.
Середній розмір родини становив 3.
Віковий розподіл населення поданий у таблиці:
| Стать    | До 15 років | 15-21 | 22-29 | 30-39 | 40-49 | 50-65 | 65-85 | Понад 85 |
| -------- | ----------- | ----- | ----- | ----- | ----- | ----- | ----- | -------- |
| Чоловіки | 1945        | 1041  | 1175  | 1604  | 1585  | 1600  | 1125  | 123      |
| Жінки    | 1828        | 784   | 722   | 1214  | 1338  | 1420  | 1312  | 284      |

## Суміжні округи
- Кларк — північ
- Вуд — схід
- Джуно — південний схід
- Монро — південь
- Ла-Кросс — південний захід
- Тремполо — захід
- О-Клер — північний захід

## Виноски
1. ↑  U.S. Decennial Census. United States Census Bureau. Архів оригіналу за 26 квітня 2015. Процитовано 5 серпня 2015.
2. ↑  Historical Census Browser. University of Virginia Library. Архів оригіналу за 11 серпня 2012. Процитовано 5 серпня 2015.
3. ↑  Forstall, Richard L., ред. (27 березня 1995). Population of Counties by Decennial Census: 1900 to 1990. United States Census Bureau. Архів оригіналу за 18 липня 2015. Процитовано 5 серпня 2015.
4. ↑  Census 2000 PHC-T-4. Ranking Tables for Counties: 1990 and 2000 (PDF). United States Census Bureau. 2 квітня 2001. Архів оригіналу (PDF) за 18 грудня 2014. Процитовано 5 серпня 2015.
5. ↑  State & County QuickFacts. United States Census Bureau. Архів оригіналу за 6 червня 2011. Процитовано 21 січня 2014.(англ.) Наведено за англійською вікіпедією.
6. ↑  American FactFinder. Бюро перепису населення США. Архів оригіналу за 21 травня 2008. Процитовано 31 січня 2008.

| США | Це незавершена стаття з географії США. Ви можете допомогти проєкту, виправивши або дописавши її. |